# شارع الملاهي (فلم)
شارع الملاهي هو فيلم دراما مصري من إخراج عبد المنعم شكري وبطولة أحمد مظهر، شمس البارودي، نوال أبو الفتوح، محمد الدفراوي ونظيم شعراوي. صدر الفيلم في 24 يوليو 1969.

## نبذه
كاندلز ملهى ليلي تعمل فيه فرقة يديرها فتحي رجب. تعمل في الملهى الراقصة نادية التي تحاول إقناع صديقتها إلهام لتعيش معها في شقتها، ويقتحم شخص مجهول شقة نادية ويقتلها خنقًا ويحتار رجال الشرطة في العثور على القاتل وتحل الراقصة دلال بعدها، لكنها تقتل هي الأخرى وبنفس الطريقة التي قتلت بها نادية.

## طاقم العمل
- أحمد مظهر بدور عمر خالد
- شمس البارودي بدور إلهام سامي [2]
- نوال أبو الفتوح بدور نادية
- محمد الدفراوي بدور الضابط سعد
- نظيم شعراوي بدور فتحي

## وصلات خارجية
- مقالات تستعمل روابط فنية بلا صلة مع ويكي بيانات